# Archiv für Diplomatik
Das Archiv für Diplomatik, Schriftgeschichte, Siegel- und Wappenkunde (kurz Archiv für Diplomatik, abgekürzt AfD oder AD) ist eine geschichtswissenschaftliche Zeitschrift, die sich den Historischen Hilfswissenschaften widmet.
Sie ist das Nachfolgeorgan des 1908 von Michael Tangl gegründeten Archivs für Urkundenforschung und erscheint seit 1956 einmal im Jahr. Die von Edmund Ernst Stengel begründete Zeitschrift veröffentlicht Untersuchungen und Darstellungen aus allen Bereichen der Historischen Hilfswissenschaften vom Frühmittelalter bis zur Gegenwart, mit einem besonderen Schwerpunkt auf der Diplomatik und ihren Nachbarwissenschaften. Langjähriger Herausgeber der Zeitschrift war Walter Heinemeyer. In den letzten Jahren wurde die Zeitschrift von Walter Koch und Theo Kölzer (Band 47/48 (2002) – Band 60 (2014)), Irmgard Fees und Andreas Meyer (Band 61 (2015) – Band 63 (2017)) herausgegeben. Ab Band 64 (2018) wird die Zeitschrift gemeinsam von Andrea Stieldorf und Irmgard Fees herausgegeben. Sie erscheint im Böhlau Verlag.
Umfangreichere Darstellungen werden als Beihefte veröffentlicht. In den vierzehn bisher erschienenen Bänden finden sich Studien zu verschiedenen Kanzleien, zu Coluccio Salutatis Staatsbriefen, zur gotischen Urkundenschrift, zu Sammelindulgenzen und zuletzt auch zur digitalen Diplomatik.